# アンリ・コレ
アンリ・コレ（Henri Collet フランス語: [kɔlɛ] 1885年11月5日 - 1951年11月23日）は、フランスの作曲家、音楽評論家。

## 生涯

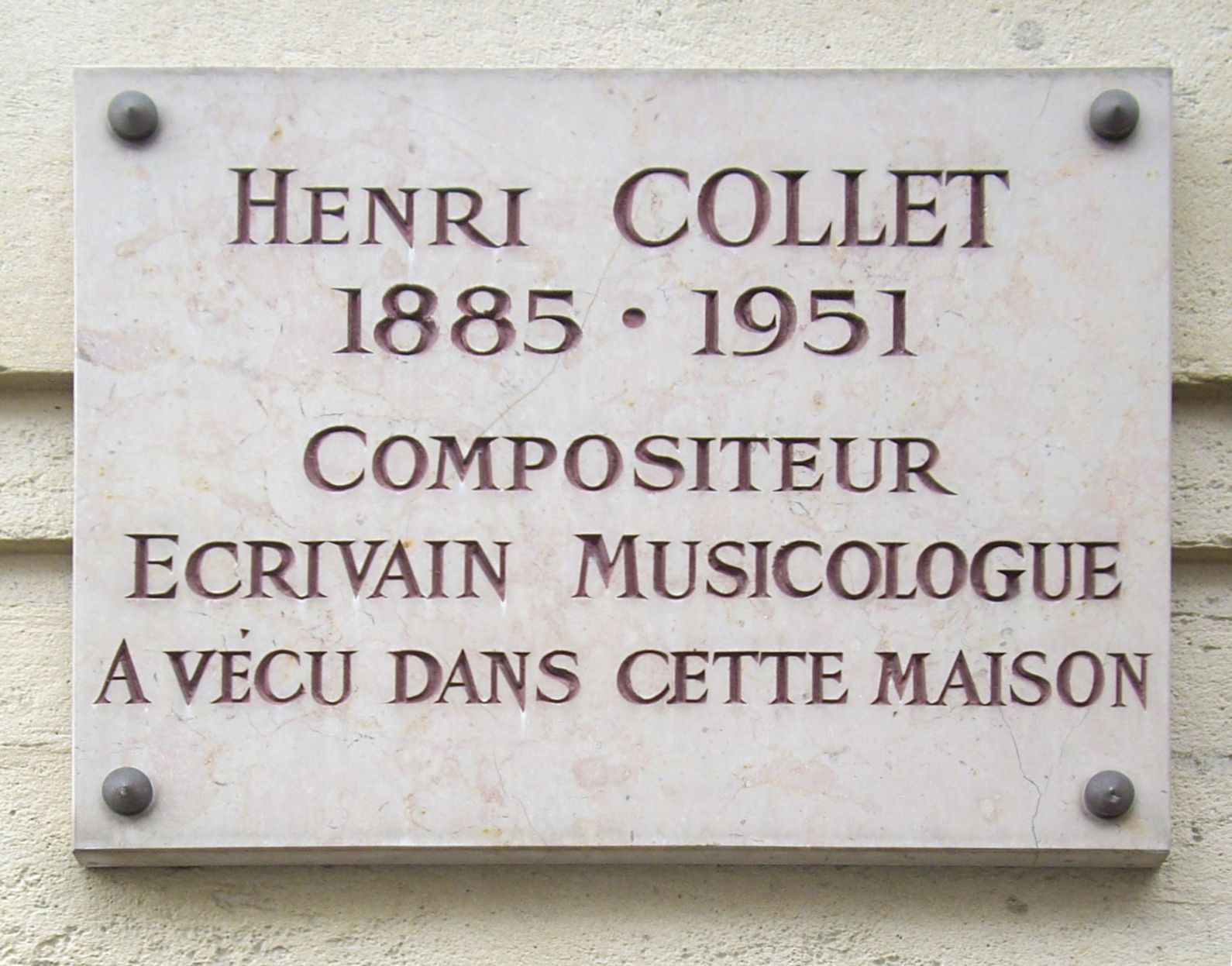
コレを記念する銘板。

パリに生まれたコレは、はじめボルドーの音楽学校で学んだ。続いてマドリードに赴いてラモン・メネンデス・ピダルの下でスペイン文学を、フェリペ・ペドレルとフェデリコ・オルメダの下で作曲を学んだ。その後、パリでデオダ・ド・セヴラック、ガブリエル・フォーレ、マヌエル・デ・ファリャにも師事した。1907年にピアニストとして初めてのリサイタルをブルゴスとマドリードで開催する。1913年にボルドー大学で博士号を取得、研究主題は16世紀スペインにおける音楽の神秘性について、であった。
作曲、執筆活動の傍ら、これはInstitut d'études hispaniquesや後にはリセ・シャプタルで教壇に立った。数々の受賞歴があり、代表的なものはボルドー大学のFaculté de lettres（1908年）、Prix Pierre Aubry（1913年）、舞台作品『La Chèvre d'or』で受賞したパリ市作曲賞（1936年）などである。

## 業績
コレの音楽はスペインへの何年にもわたる留学、旅行の結果芽生えた、スペイン文化礼賛を特徴としている。フランスでは彼はアルベニス、グラナドス、モンポウ、ニン、トゥリーナといったスペインの作曲家の評価を高めるのに貢献した。彼自身の音楽は今日ではめったに演奏されない。
コレが最も知られるのは1920年に『コメディア』誌上に発表した論文で、パリ音楽院の若き作曲家たちの集団を指して生み出した言葉「フランス6人組」（Les Six）によってである。

## 主要作品
舞台作品
- バレエ『Le Cabaret espagnol』 （1918年）
- 音楽狂言（bouffonnerie musicale）『Godefroy』 1幕 作品 81
- バレエ『Clavelitos』（ジプシーの踊り） 作品87 （1928年）
- オペラ『Cervantes à Alger』 （1930年）
- バレエ＝パントマイム『Los toreros』 1幕7場 （1932年）
- 抒情喜劇（オペラ）『La Chèvre d'or』 （1936年）
- オペラ『El alcalde de Zalamea』 （1946年）

管弦楽曲
- ヴァイオリンと管弦楽のための「詩曲」『Burgos』 作品30 （1912年）
- ヴァイオリンと管弦楽のための『Rapsodie Castillane』 （1923年）
- 『アルハンブラ交響曲』 （1947年）
- ピアノと管弦楽のための『フラメンコ協奏曲第1番』 （1946年）
- ヴァイオリンと管弦楽のための『フラメンコ協奏曲第2番』 （1947年）

室内楽曲
- ヴァイオリンとピアノのための『Musique espagnole』
- ヴァイオリンとピアノのための子守歌『Primavera』 （1921年）
- ヴァイオリンとピアノのための『Sonate Castillane』 （1921年）
- ヴァイオリン、チェロとピアノのための『Trio Castillan』 （1925年）
- 弦楽四重奏とピアノのための「スペイン組曲」『Castellanas』 作品32
- ギターのための詩曲『Briviesca』 作品67

ピアノ曲
- 交響的詩曲『El escorial』 作品22
- 『カスティーリャの歌』シリーズ第I集 （1920年）
- 『カスティーリャの歌』シリーズ第II集 作品42 （1922年）
- 『カスティーリャ風の踊り』 作品75 （1925年）
- スペインの舞踏音楽『Alma española』 作品111から185

声楽曲
- 『フランシス・ジャムの5つの詩』 作品17から21 （1920年）
- ピアノ伴奏歌曲『4つの風景』 作品56から59
- 『Siete canciones populares de Burgos』 作品80